# Polydesmus pellicensis
Polydesmus pellicensis är en mångfotingart som beskrevs av Karl Wilhelm Verhoeff 1932. Polydesmus pellicensis ingår i släktet Polydesmus och familjen plattdubbelfotingar. Utöver nominatformen finns också underarten P. p. cottianus.